# 比亞維布爾

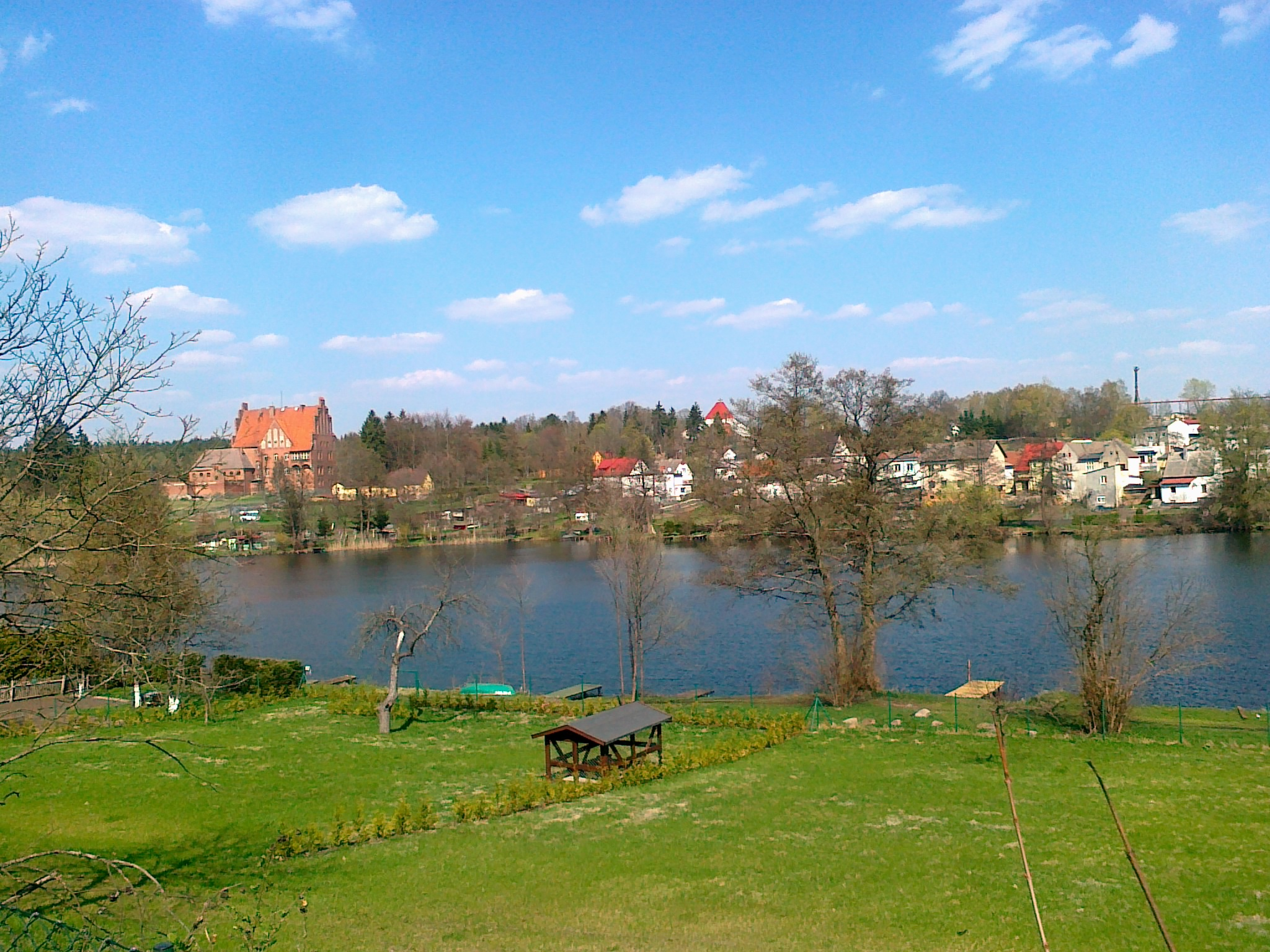
比亞維布爾的瓦維茲卡湖

比亞維布爾是波蘭的城鎮，位於該國西北部，由西波美拉尼亞省負責管轄，始建於1309年，面積12.76平方公里，海拔高度225米，鎮上的城堡建於十二至十三世紀，2010年人口2,219。

## 外部城市
- Official town webpage （页面存档备份，存于）
- Jewish Community in Biały Bór （页面存档备份，存于） on Virtual Shtetl

53°54′N 16°50′E / 53.900°N 16.833°E